# Ronfe
Ronfe es una freguesia portuguesa situada en el municipio de Guimarães. Según el censo de 2021, tiene una población de 4496 habitantes.